# Drosera paleacea
Drosera paleacea ist eine fleischfressende Pflanze aus der Gattung Sonnentau (Drosera). Sie gehört zur Gruppe der sogenannten Zwergsonnentaue und ist im südwestlichen Australien heimisch.

## Beschreibung

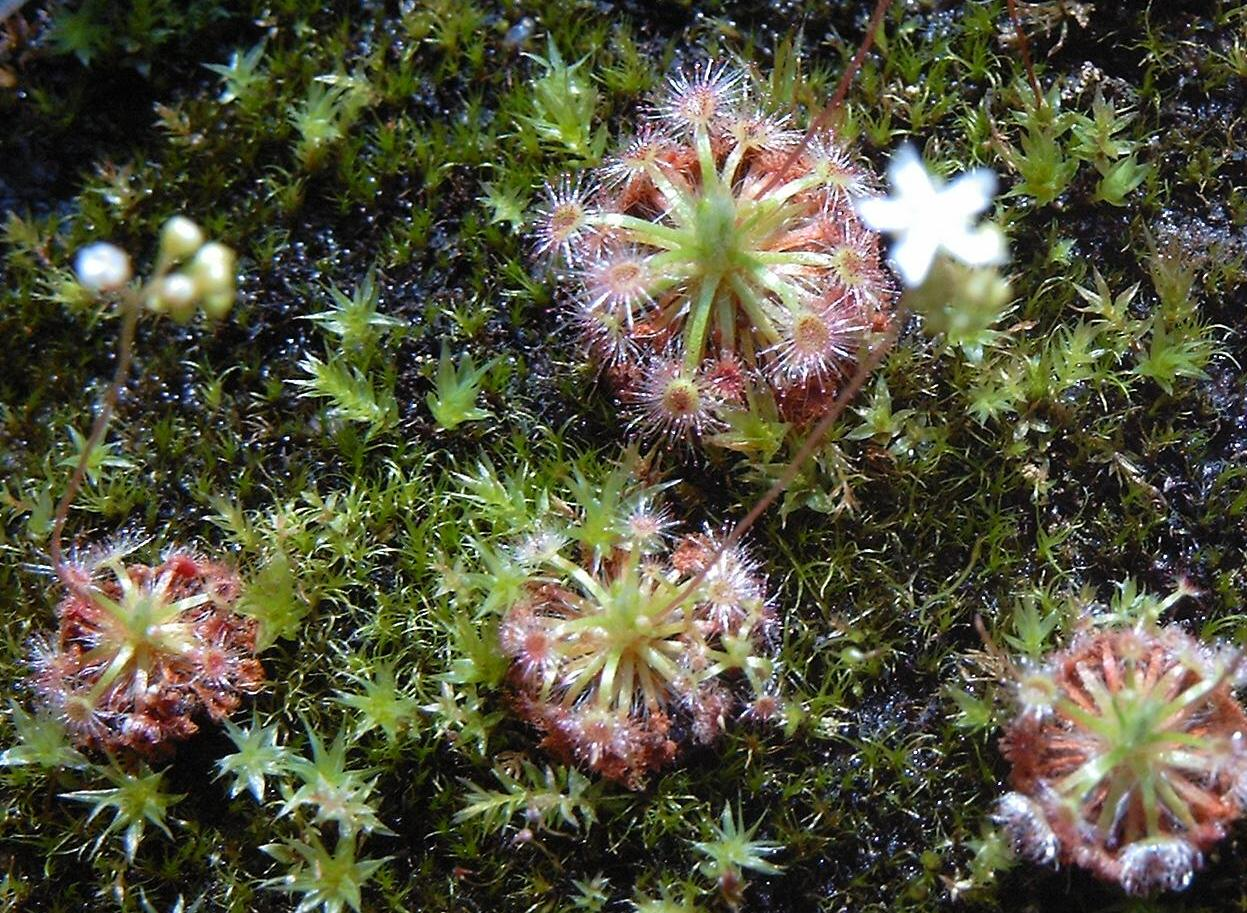
Drosera paleacea, Habitus (in Kultur)

Drosera paleacea ist eine mehrjährige, krautige Pflanze. Diese bildet eine gedrängte rosettenförmige Knospe aus horizontalen Blättern mit einem Durchmesser von etwa 1,5 cm. Die Sprossachse ist 1 cm lang und mit welken Blättern der Vorsaison bedeckt.
Die Knospe der Nebenblätter ist eiförmig, gefranst, 5 mm lang und 3 mm im Durchmesser an der Basis. Die Nebenblätter selbst sind 4 mm lang, 3 mm breit und dreilappig. Der mittlere Lappen ist in 3 Segmente unterteilt.
Die Blattspreiten sind annähernd kreisförmig und bis zu 2 mm im Durchmesser. Die längeren Tentakeldrüsen befinden sich am Rand, kürzere in Inneren. Auf der Unterseite sind einige Härchen erkennbar. Die Blattstiele sind bis zu 5 mm lang, 0,5 mm breit und verjüngen sich bis zur Blattspreite. Sie sind auf der Unterseite mit nur wenigen, kleinen Drüsenhaaren vereinzelt besetzt.
Blütezeit ist November bis Januar. Die ein bis vier Blütenstände sind bis zu 3 cm lang und sparsam mit einigen winzigen Härchen besetzt. Der Blütenstand ist ein gedrängter Wickel aus mehr als 30 Blüten an rund 1,5 mm langen Blütenstielen. Die lanzenförmigen Kelchblätter sind 1,5 mm lang und 0,7 mm breit. Die Ränder sind spitz und gekerbt. Die Oberfläche ist glatt. Die weißen Kronblätter sind eng umgekehrt eiförmig, 2,5 mm lang und 1 mm breit.
Die fünf Staubblätter sind 1,5 mm lang. Die Fäden sind grünlich-weiß, die Staubbeutel und die Pollen weiß. Der grünlich-weiße Fruchtknoten ist kugelförmig, 0,5 mm lang und 0,4 mm im Durchmesser. Die 3 grünlich-weißen, horizontal gestreckten Griffel sind weniger als 0,1 mm lang. Die Narben sind ebenfalls grünlich-weiß, sichelförmig, 0,4 mm lang und haben den 3-fachen Durchmesser der Griffel.
Typisch für Zwergsonnentaue ist die Bildung von Brutschuppen: Die breit eiförmigen, 0,7 mm dicken Brutschuppen werden gegen Ende November bis Anfang Dezember in großer Zahl gebildet und haben eine Länge von ca. 1 mm und eine Breite von 0,8 mm.
Die Chromosomenzahl beträgt 2n = 10.

Verbreitung von Drosera paleacea in Australien

## Verbreitung, Habitat und Status
Drosera paleacea kommt nur auf einer kleinen Fläche im äußersten Südwesten Australiens vor. Die Pflanze gedeiht dort in kieselerdehaltigem Sand an den Rändern von Sümpfen auf höher gelegenen Flächen. 'D. paleacea' wächst zusammen mit Banksia menziesii nördlich und südlich von Perth. Sie ist auch in der Darling Range Region östlich von Perth zu finden, wo sie nur auf kleinen kieselerdehaltigen Sandflächen zu finden ist.

## Systematik
Der Name paleacea bedeutet "mit Spreuschuppen". Diese Art wurde bereits 1824 beschrieben und dürfte deshalb eine der am frühesten entdeckte Zwergsonnentauart sein.
Jan Schlauer stellte 1996 die Taxa Drosera leioblastus, Drosera roseana und Drosera stelliflora als Unterarten zu Drosera paleacea, Allen Lowrie akzeptierte allerdings neben der Nominatunterart nur die Unterart:
- Drosera paleacea subsp. trichocaulis